# 貝內西亞 (昆迪納馬卡省)

貝內西亞（西班牙語：Venecia），是哥倫比亞的城鎮，位於該國中部昆迪納馬卡省，距離首都波哥大121公里，始建於1924年9月5日，面積121平方公里，海拔高度1,423米，2005年人口4,009，人口密度每平方公里49人。
4°05′26″N 74°28′50″W / 4.09056°N 74.4806°W